# THE IDOLM@STER MILLION MOVEMENT
『THE IDOLM@STER MILLION MOVEMENT』（アイドルマスター ミリオン ムーブメント）は、ランティスより2024年6月26日からリリースされているCDシリーズ。
『THE IDOLM@STER MILLION MOVEMENT OF ASTROLOGIA』（アイドルマスター ミリオン ムーブメント オブ アストロロギア）と『THE IDOLM@STER MILLION MOVEMENT OF STARDOM ROAD』（アイドルマスター ミリオン ムーブメント オブ スターダム ロード）の2つのシリーズが平行でリリースされている。

## 概要
アプリゲーム『アイドルマスター ミリオンライブ! シアターデイズ』用に制作された楽曲を収録したシングルCDシリーズ。
ゲーム内の企画「MOVEMENT OF “STARS”」と連動しており、765PRO ALLSTARTSのイベント「ALLSTARS ASTROLOGIA」の楽曲を収録した『MOVEMENT OF ASTROLOGIA』と、MILLIONSTARSのイベント「STARDOM ROAD THEATER」の楽曲を収録した『MOVEMENT OF STARDOM ROAD』の二種類がリリースされ、2025年5月にシリーズの集大成となるシングル「MOVEMENT OF “STARS” Bestest!!」が発売された。
このCDが初収録となる曲は太字で表記する。

## MOVEMENT OF ASTROLOGIA
『MOVEMENT OF ASTROLOGIA』は、765PRO ALLSTARSを3つのユニットに分け、天体公演ツアーを行うゲーム内企画「ALLSTARS ASTROLOGIA」で使用された楽曲を収録したCD。

### 01 SunRiser
2024年6月26日発売。
収録曲
1. SunRiser
歌：双海亜美（下田麻美）、秋月律子（若林直美）、星井美希（長谷川明子）、高槻やよい（仁後真耶子）、双海真美（下田麻美）
  - ゲーム中のユニット名は「ソル」

作詞・作曲・編曲：オオヤギヒロオ
2. SunRiser （Off Vocal）
3. 『765プロチャンネル生配信！ ソル』～オープニング
4. 『765プロチャンネル生配信！ ソル』～ワクワク☆惑星トーク！
5. 『765プロチャンネル生配信！ ソル』～チャンネルはそのままで！
6. 『765プロチャンネル生配信！ ソル』～エンディング

### 02 ilLUmiNAte!
2024年8月28日発売。
収録曲
1. ilLUmiNAte!
歌：菊地真（平田宏美）、如月千早（今井麻美）、我那覇響（沼倉愛美）、三浦あずさ（たかはし智秋）
  - ゲーム中のユニット名は「ルナ」

作詞：Kristi、作曲・編曲：井口イチロウ
2. ilLUmiNAte! （Off Vocal）
3. 『765プロチャンネル生配信！ ルナ』～オープニング
4. 『765プロチャンネル生配信！ ルナ』～ワクワク☆惑星トーク！
5. 『765プロチャンネル生配信！ ルナ』～月に行ったら
6. 『765プロチャンネル生配信！ ルナ』～エンディング

### 03 Stellar Light
2025年1月29日発売。
収録曲
1. Stellar Light
歌：四条貴音（原由実）、萩原雪歩（浅倉杏美）、天海春香（中村繪里子）、水瀬伊織（釘宮理恵）
  - ゲーム中のユニット名は「ステラ」

作詞・作曲・編曲：中土智博
2. Stellar Light（Offvocal）
3. 『765プロチャンネル生配信！ ステラ』～オープニング
4. 『765プロチャンネル生配信！ ステラ』～ワクワク☆惑星トーク！
5. 『765プロチャンネル生配信！ ステラ』～ちょっとしたサプライズ
6. 『765プロチャンネル生配信！ ステラ』～エンディング

## MOVEMENT OF STARDOM ROAD
『MOVEMENT OF STARDOM ROAD』は、MILLIONSTARSが9つのユニットに分かれ、全9公演で一つのストーリーを紡ぐ「超ロングラン公演」を行うゲーム内企画「STARDOM ROAD THEATER」で使用された楽曲を収録したCD。

### 01 アイドルステアウェイ
2024年6月26日発売。
収録曲
1. STARDOM ROAD・一幕 プロローグ
2. STARDOM ROAD・一幕一場
3. STARDOM ROAD・一幕二場
4. STARDOM ROAD・一幕三場
5. STARDOM ROAD・一幕四場
6. アイドルステアウェイ
歌：周防桃子（渡部恵子）、高坂海美（上田麗奈）、徳川まつり（諏訪彩花）、豊川風花（末柄里恵）
作詞：RUCCA、作曲・編曲：EFFY
7. STARDOM ROAD・一幕 千秋楽舞台挨拶
8. アイドルステアウェイ （Off Vocal）

### 02 Upper Dog
2024年8月28日発売。
収録曲
1. STARDOM ROAD・二幕 プロローグ
2. STARDOM ROAD・二幕一場
3. STARDOM ROAD・二幕二場
4. STARDOM ROAD・二幕三場
5. STARDOM ROAD・二幕四場
6. Upper Dog
歌：箱崎星梨花（麻倉もも）、天空橋朋花（小岩井ことり）、野々原茜（小笠原早紀）、馬場このみ（髙橋ミナミ）
作詞・作曲：鈴木裕明、編曲：KOH
7. STARDOM ROAD・二幕 千秋楽舞台挨拶
8. Upper Dog（Off Vocal）

### 03 Hypernova
2024年9月25日発売。
収録曲
1. STARDOM ROAD・三幕 プロローグ
2. STARDOM ROAD・三幕一場
3. STARDOM ROAD・三幕二場
4. STARDOM ROAD・三幕三場
5. STARDOM ROAD・三幕四場
6. Hypernova
歌：永吉昴（斉藤佑圭）、高山紗代子（駒形友梨）、篠宮可憐（近藤唯）、二階堂千鶴（野村香菜子）、松田亜利沙（村川梨衣）
作詞・作曲・編曲：5u5h1
7. STARDOM ROAD・三幕 千秋楽舞台挨拶
8. Hypernova（Off Vocal）

### 04 推しってほんと
2024年10月30日発売。
収録曲
1. STARDOM ROAD・四幕 プロローグ
2. STARDOM ROAD・四幕一場
3. STARDOM ROAD・四幕二場
4. STARDOM ROAD・四幕三場
5. STARDOM ROAD・四幕四場
6. 推しってほんと
歌：所恵美（藤井ゆきよ）、島原エレナ（角元明日香）、佐竹美奈子（大関英里）、田中琴葉（種田梨沙）、矢吹可奈（木戸衣吹）
作詞：ヤマモトショウ、作曲・編曲：金崎真士
7. STARDOM ROAD・四幕 千秋楽舞台挨拶
8. 推しってほんと（Off Vocal）

### 05 未完成のポラリス
2024年11月27日発売。
収録曲
1. STARDOM ROAD・五幕 プロローグ
2. STARDOM ROAD・五幕一場
3. STARDOM ROAD・五幕二場
4. STARDOM ROAD・五幕三場
5. STARDOM ROAD・五幕四場
6. 未完成のポラリス
歌：宮尾美也（桐谷蝶々）、望月杏奈（夏川椎菜）、舞浜歩（戸田めぐみ）、横山奈緒（渡部優衣）
作詞・作曲・編曲：グシミヤギヒデユキ（Hifumi,inc）
7. STARDOM ROAD・五幕 千秋楽舞台挨拶
8. 未完成のポラリス（Off Vocal）

### 06 Sky Survive
2024年12月25日発売。
収録曲
1. STARDOM ROAD・六幕 プロローグ
2. STARDOM ROAD・六幕一場
3. STARDOM ROAD・六幕二場
4. STARDOM ROAD・六幕三場
5. STARDOM ROAD・六幕四場
6. Sky Survive
歌：白石紬（南早紀）、福田のり子（浜崎奈々）、伊吹翼（Machico）、木下ひなた（田村奈央）
作詞：Cocoro.（Dream Monster）、作曲・編曲：白戸佑輔（Dream Monster）
7. STARDOM ROAD・六幕 千秋楽舞台挨拶
8. Sky Survive (Off Vocal)

### 07 All Alone
2025年2月26日発売。
収録曲
1. STARDOM ROAD・七幕 プロローグ
2. STARDOM ROAD・七幕一場
3. STARDOM ROAD・七幕二場
4. STARDOM ROAD・七幕三場
5. STARDOM ROAD・七幕四場
6. All Alone
歌：エミリー スチュアート（郁原ゆう）、北上麗花（平山笑美）、春日未来（山崎はるか）、北沢志保（雨宮天）
作詞・作曲・編曲：遠藤直弥
7. STARDOM ROAD・七幕 千秋楽舞台挨拶
8. All Alone (Off Vocal)

### 08 涙を知ること
2025年3月26日発売。
収録曲
1. STARDOM ROAD・八幕 プロローグ
2. STARDOM ROAD・八幕一場
3. STARDOM ROAD・八幕二場
4. STARDOM ROAD・八幕三場
5. STARDOM ROAD・八幕四場
6. 涙を知ること
歌：桜守歌織（香里有佐）、大神環（稲川英里）、ジュリア（愛美）、中谷育（原嶋あかり）
作詞：岩城由美、作曲・編曲：半田翼
7. STARDOM ROAD・八幕 千秋楽舞台挨拶
8. 涙を知ること (Off Vocal)

### 09 I.V.
2025年4月30日発売。
収録曲
1. STARDOM ROAD・九幕 プロローグ
2. STARDOM ROAD・九幕一場
3. STARDOM ROAD・九幕二場
4. STARDOM ROAD・九幕三場
5. I.V.（イヴ）
歌：真壁瑞希（阿部里果）、七尾百合子（伊藤美来）、最上静香（田所あずさ）、百瀬莉緒（山口立花子）、ロコ（中村温姫）
作詞・作曲・編曲：清田直人
6. STARDOM ROAD・九幕四場
7. STARDOM ROAD・九幕 千秋楽舞台挨拶
8. I.V. (Off Vocal)

## MOVEMENT OF “STARS” Bestest!!
2025年5月28日発売。シリーズの集大成となる楽曲「Bestest!!」を収録。
収録曲
1. MOS感謝祭！
2. Bestest!!
歌：馬場このみ (髙橋ミナミ)、天海春香 (中村繪里子)、田中琴葉 (種田梨沙)、中谷育 (原嶋あかり)、松田亜利沙 (村川梨衣)
作詞：RUCCA、作曲・編曲：EFFY
3. 振り返り配信スタート！
4. スタローを影で支えた功労者
5. 天体公演の強さの秘密
6. ふたつの星
7. Bestest!! (Off Vocal)